# Gele korstzwam
De gele korstzwam (Stereum hirsutum), is een paddenstoel uit de familie Stereaceae. Hij komt voor op (dood) hout van loofbomen (bij voorkeur eiken) en struiken, zoals gestapeld brandhout. 

## Kenmerken
Uiterlijke kenmerken
De paddenstoel is een leerachtige met 2 cm afstaande schijnhoedjes. Ze groeien als dakpannen op elkaar en zijn vaak lateraal versmolten tot golvende, gebogen rijen. In de doorsnede loopt een donkere lijn onder het haarvilt aan de bovenkant van de hoed. Vooral in omgevingen met een hogere luchtvochtigheid zien de oppervlakken er groenachtig uit door algengroei. Na droging zijn de kleuren bleekgrijs tot grijsbruin. De veelal eenjarige vruchtlichamen kunnen na de overwintering doorgroeien en hebben dan een tweekleurige onderkant: terwijl de delen van het voorgaande jaar grijstinten hebben, vertonen de vers overwoekerde randgebieden de typische heldere kleuren. De onderzijde is glad, helder geel tot dofbruin of grijzig-geel, zonder buisjes, poriën of plaatjes. De paddenstoel heeft een onopvallende geur en is niet eetbaar.
Microscopische kenmerken
De sporeekleur is wit en deze zijn lastig te vinden. De dunwandige, gladde en meestal elliptische tot cilindervormige sporen vertonen geen jodiumkleurreactie. Hun afmetingen zijn 5–8 × 2–3,5 (–4) µm.

## Verspreiding
De paddenstoel komt wereldwijd bijna overal voor. In Nederland is hij een algemene soort die het hele jaar voorkomt (hoogtepunt oktober). 